# سليمان بلطة أوغلي
سليمان (بك) بلطة أوغلو (بالتركية العثمانية: سليمان بلطه أوغلى)‏(بالتركية: Suleiman Baltoghlu)‏، القائد البحري العثماني (قبطان پاشا) في الحصار النهائي لفتح لقسطنطينية عام 1453م. شغل منصب قائد الأسطول البحري العثماني في عهد السلطان محمد الفاتح، وتولى مسؤولية العمليات البحرية أثناء الحصار، حيث قاد الأسطول العثماني لكسر الدفاعات البحرية للمدينة. اشتهر بمعركة بحرية تمكنت فيها أربع سفن مسيحية من دخول خليج القرن الذهبي على الرغم من جهوده لحصار المدينة fpvdh.
كان سليمان بلطة أوغلو هو السفير العثماني الذي أرسله السلطان مراد الثاني والد السلطان محمد الفاتح ليُبَلِّغَ الملك المجري ڤلاديسلاڤ بقرارات المفاوضات التي جرت فيها الاستعدادات الأولية لمعاهدة أدرنة-سكدين عام 1444م. وقد نال سليمان بك بلطة أوغلو  ثقة السلطان مراد الثاني، ورقَّاه فيما بعد إلى رتبة سنجق بك (أمير لواء). حارب ضد قوات إمارة قرمان، وفي عهد السلطان محمد الفاتح عام 1449م أصبح قبطان پاشا الأسطول العثماني (القائد البحري العثماني) نظراً لنجاحه في أداء مهامه على مختلف المستويات.
يُعد سليمان بلطة أوغلو شخصية بارزة في التاريخ العثماني رغم فشله في تحقيق التفوق البحري خلال حصار القسطنطينية. تعكس تجربته مدى التحديات التي واجهها العثمانيون في حملتهم لفتح المدينة، وتوضح كيف كان السلطان محمد الفاتح يتخذ قرارات صارمة لضمان نجاح استراتيجيته العسكرية. ورغم إخفاق سليمان (بك) بلطة أوغلو في معركة بحرية واحدة أثناء الحصار، فإن دوره يبقى جزءًا مهمًا من الرواية التاريخية لفتح القسطنطينية.
فَقَدَ سليمان (بك) بلطة أوغلو إحدى عينيه أثناء فتح القسطنطينية، وبعدها استمرت مسيرته العسكرية في الجيش البري العثماني بعد فصله من منصب قائد الأسطول البحري العثماني، وشارك في العديد من المعارك، ولم تَرِدْ في المصادر أي معلومات عن تاريخ وفاته.

## أصله ومسيرته العسكرية
تشير بعض المصادر إلى أن سليمان بلطة أوغلو كان في الأصل أحد النبلاء البلغار الذين دخلوا في خدمة الدولة العثمانية واعتنقوا الإسلام وانضموا إلى الجيش العثماني. بينما يرى آخرون أن اسمه يُوحي بأصول تركية. ولكن بغض النظر عن أصوله الدقيقة، فقد أصبح من القادة البارزين في البحرية العثمانية، حيث تولى قيادة الأسطول العثماني خلال المرحلة الحاسمة من الفتح العثماني للقسطنطينية 1453م.
فتح سُليمان بك بلطة أوغلو بالأسطول العثماني حصن طرابيا الواقع على البوسفور، وحصن آخر أصغر حجما يقع في قرية ستوديوس قرب بحر مرمرة، ثم جُزر الأميرات بعد بضعة أيَّام.
وفي ربيع عام 1453م، وصل إلى القسطنطينية بأسطول يبلغ نحو 400 سفينة عثمانية حربية وسفن نقل لضرب الحصار، واستقر في ما يُعرف اليوم بمنطقة "بلطة ليماني" في اسطنبول الحالية. وعلى الرغم من أنه استولى على جميع الجزر، وخاصة جزيرة بويوك أضه (بالتركية: Büyükada، باليونانية: Πρίγκηπος) المجاورة للقسطنطينية في 18 أبريل 1453م، فقد تم عزله من منصبه عندما لم يتمكن من منع ثلاث سفن جنوية وسفينة بيزنطية، جاءوا لمساعدة بيزنطة، من دخول خليج القرن الذهبي في 20 أبريل 1453م.

### دوره في حصار القسطنطينية

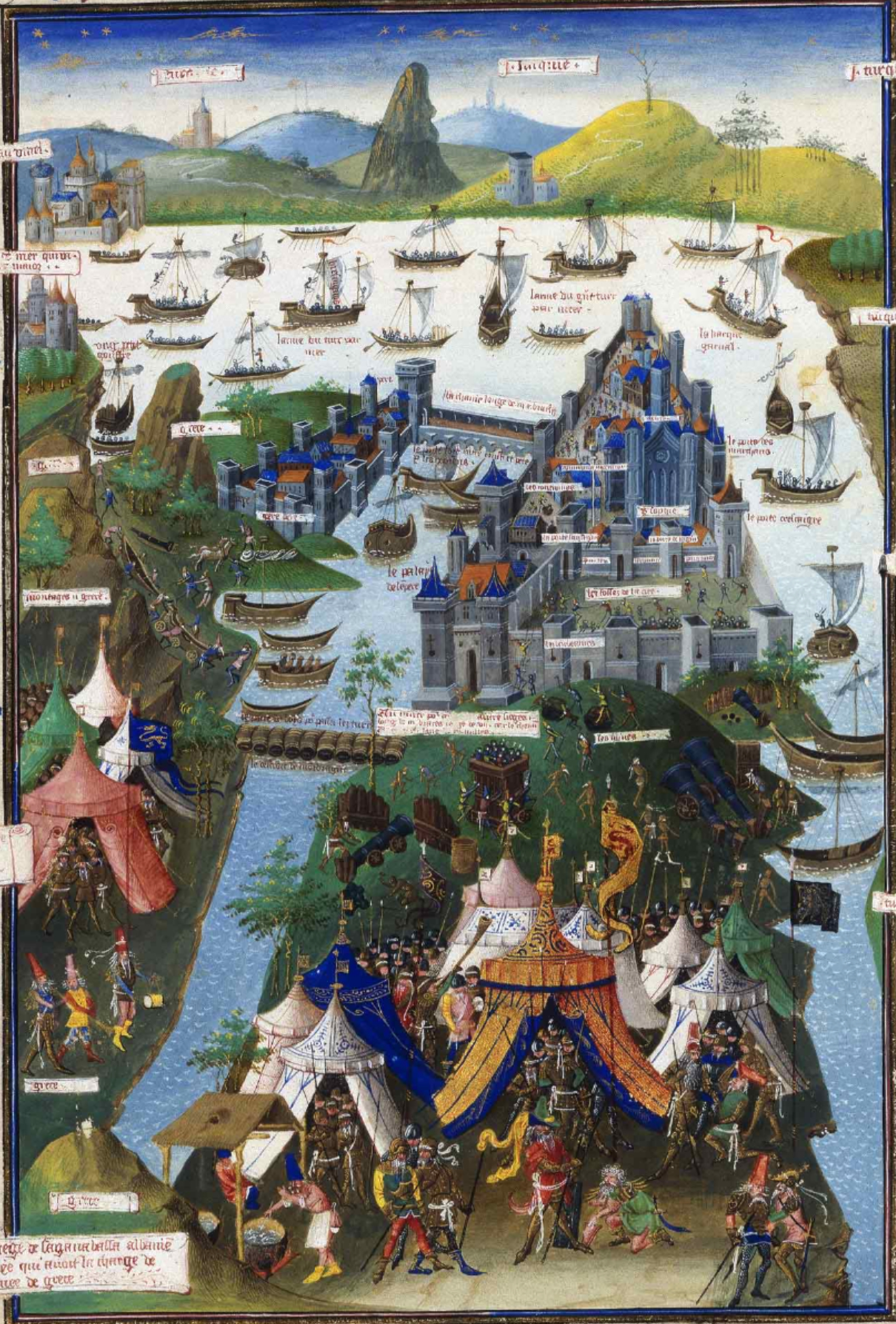
منمنمة فرنسية من القرن الخامس عشر للأسطول العثماني البحري في حصار القسطنطينية (1453م)، بواسطة الرسام الفرنسي جان لو تافيرنييه (Jean Le Tavernier)، رسمها بعد عام 1455م.

لعب سليمان بلطة أوغلو دورًا حيويًا في حصار القسطنطينية، حيث كان مسؤولًا عن قيادة الأسطول العثماني لمنع وصول الإمدادات البحرية إلى المدينة أثناء الحصار. كانت مهمته الأساسية كسر مقاومة الأسطول البيزنطي المتحالف مع الجنويين الذين دافعوا عن القسطنطينية بشراسة.
في 20 أبريل 1453م، خاض الأسطول العثماني بقيادة سليمان بلطة أوغلو معركة بحرية ضد سفن الإمداد المسيحية القادمة لمساعدة المدينة. تألف الأسطول المسيحي من أربع سفن ضخمة، ثلاث منها جنوية وواحدة يونانية، وكانت محملة بالأسلحة والذخائر لتعزيز دفاعات القسطنطينية. فشل الأسطول العثماني في اعتراض هذه السفن ومنعِها من الوصول إلى ميناء القسطنطينية، مما أثار غضب السلطان محمد الفاتح الذي كان يعتمد بشكل كبير على التفوق البحري لعزل المدينة تمامًا، فغضب السلطان محمد الثاني للغاية أثناء تلك الهزيمة البحرية لدرجة أنه ركب حصانه وخاض به ساحل البحر وهو يصرخ في بلطة أوغلو.
ولم يعف السلطان محمد الفاتح عن سليمان بلطة أوغلو إلا بعد توسلات مرؤوسيه الذين أخبروه عن شجاعة  سليمان بك بلطة أوغلو العظيمة أثناء المعركة التي أُصِيبَ فيها بإصابة أضاعت إحدى عينيه. وعيَّن بدلًا منه أحمد بك بن جالي بك.
وفي رواية تاريخية أخرى، استدعى السلطان محمد الفاتح قائد الأسطول سليمان بلطة أوغلو واتهمه بالجُبن، فتأثّر  سليمان بلطة أوغلو لهذا الاتهام الذي لا يستحقه وقال للسُلطان: «إنِّي استقبلُ الموتَ بجنانٍ ثابتٍ، ولكن يؤلمني أن أموت وأنا متهمٌ بمثلِ هذه التهمة. لقد قاتلتُ أنا ورجالي بكلِّ ماكان في وسعنا من حيلةٍ وقوةٍ!» ثُمَّ رفع طرف عمامته فظهر أنَّه فقد عينًا أثناء القتال، فعرف السُلطان أنَّ الرجل فعلًا قاتل قتالًا مستميتاً، فتركه ينصرف واكتفى بعزله من منصبه، وعيَّن بدلًا منه حمزة باشا أميرًا للبحار، وفق هذه الرواية.

## عزله من منصبه
بعد الهزيمة البحرية التي تعرض لها سليمان بلطة أوغلو وعدم قدرته على منع وصول الإمدادات إلى القسطنطينية عن طريق البحر، عزله السلطان محمد الفاتح من منصبه كأمير للأسطول العثماني، ووفقًا لبعض المصادر، فقد تعرض سليمان بلطة أوغلو للعقاب على فشله، وتم إبعاده عن القيادة البحرية.

## المرحلة الأخيرة من حياته
لا توجد معلومات دقيقة عن مصير سليمان بلطة أوغلو بعد عزله، لكن يُعتقد أنه لم يلعب أي دور بارز بعد ذلك في الدولة العثمانية. من المحتمل أن يكون قد أٌبعد عن المشهد السياسي والعسكري بعد سقوط القسطنطينية.

## إرثه
المنطقة الواقعة خارج القسطنطينية البيزنطية التاريخية التي كان يقع فيها الميناء الذي طور فيه سليمان (بك) بلطة أوغلو البحرية العثمانية التي قدمت مساهمة كبيرة في فتح القسطنطينية، لا تزال تسمى "بلطة ليماني"(بالتركية: Baltalimanı)‏ أي "ميناء بلطة" بمنطقة ساريير الحالية بمدينة اسطنبول الحديثة بتركيا، وباقية حتى يومنا هذا، حيث كان يُرسل السفن المُعَدَّة في "بلطة ليماني" إلى بشيكتاش (الحالية باسطنبول) ليتم إنزالها من هناك إلى القرن الذهبي عن طريق البر لتحاصر القسطنطينية.

## مناصبه
تولى منصب قبطان باشا (1451م–1453م).

## أنظر أيضا
- حامل البلطة - بلطجي (عسكرية عثمانية).